# エス・ディー・エス バイオテック
株式会社エス・ディー・エス バイオテック（SDS Biotech）は東京都中央区に本社を置く農薬製造会社。出光興産株式会社の100%子会社。

## 沿革
- 1968年（昭和43年）10月 - 昭和電工と米国ダイアモンド・シャムロック社の合弁により、昭和ダイヤモンド化学株式会社として設立[1]。
- 1973年（昭和48年）1月 - ダイアモンド・シャムロック社より除草剤「ダクタール」の日本における営業権を取得[1]。
- 1983年（昭和58年）
  - 6月 - シャムロック社側からの申し出により、株式会社エス・ディー・エス バイオテックに商号を変更[1]。
  - 7月 - 昭和電工の農薬事業、並びにダイアモンド・シャムロック社の日本における農薬とその関連事業を移管される[1]。
- 1984年（昭和59年）8月 - 日本証券業協会（現・JASDAQ）に店頭登録[1]。
- 1986年（昭和61年）6月 - スイスのサンド社（現・ノバルティス）と資本・業務提携し、同社グループの日本および東南アジアにおける農薬事業とその関連事業を移管される[1]。
- 1990年（平成2年）9月 - 茨城県つくば市緑ケ原にあるテクノパーク豊里内に、薬品開発を目的とした新施設「つくば技術センター（仮称）」を建設する計画を発表した[3][4]。
- 1991年（平成3年）10月 - つくば研究所が完成。昭和電工の研究所内に置いていた東京研究所を全面移転[5]。
- 1998年（平成10年）4月 - ノバルティス社との提携を解消。昭和電工がTOBによりノバルティス社が保有する当社の全株式を取得。また、ノバルティスから移管された農薬事業及びその関連事業を日本チバガイギー株式会社（現・シンジェンタジャパン）に移管[1]。
- 1999年（平成11年）1月 - 昭和電工から国際衛生の全株式を譲受[1]。
- 2000年（平成12年）2月 - 日本証券業協会への店頭登録取消[1]。
- 2001年（平成13年）6月 - 中外製薬から水稲除草剤「カフェンストロール」を譲受[1]。
- 2002年（平成14年）4月 - 株式会社マルゼン化工の全株式を取得。同年9月、株式会社SDSグリーンに商号を変更[1]。
- 2003年（平成15年）1月 - 宇部興産（現・UBE）より殺菌剤「ペフラゾエート」及び「ジフルメトリム」を譲受[1][6]。
- 2005年（平成17年）
  - 3月 - MBOにより昭和電工より独立。有限会社エス・ディー・エスバイオテックホールディングスが当社の株式を昭和電工から譲受。国際衛生株式会社の全株式を昭和電工に譲渡[1][7]。
  - 7月 - エス・ディー・エスバイオテックホールディングスを吸収合併[1]。
- 2006年（平成18年）
  - 1月 - 株式会社SDSグリーンを吸収合併[1]。
  - 6月 - バイエルクロップサイエンス社より微生物殺虫剤「バシレックス」を譲受[1]。
- 2007年（平成19年）9月 - 株式会社トクヤマより水稲除草剤「テニルクロール」を譲受[1]。
- 2008年（平成20年）12月 - ジャスダック証券取引所に株式を上場[1]。
- 2009年（平成21年）12月 - 東京証券取引所市場第二部に株式を上場[1]。
- 2010年（平成22年）1月 - ジャスダック証券取引所の上場廃止[1]。
- 2011年（平成23年）6月 - TOBにより、出光興産の連結子会社となる[1]。
- 2021年（令和3年）
  - 7月29日 -  東京証券取引所市場第二部上場廃止。
  - 8月2日 - 簡易株式交換により、出光興産株式会社の完全子会社となる[8]。

## トピックス
人にも環境にも優しい農業を実践する場で注目を集めている「微生物農薬」（原料は、納豆菌の仲間をはじめとした人体に無害な微生物）を製造、販売している。

## 事業所
- 本社 - 東京都中央区東日本橋1丁目1番5号　ヒューリック東日本橋ビル
- つくば研究所 - 茨城県つくば市緑ヶ原
- 横浜工場 - 神奈川県横浜市神奈川区恵比寿町
- みのり農事試験場 - 茨城県小美玉市羽鳥

## 関連会社
持分法適用関連会社
- フマキラー・トータルシステム株式会社
- 江蘇新河農用化工有限公司（中国）
- 江蘇新沂泰禾化工有限公司（中国）

非連結子会社
- 史迪士（上海）化学制品有限公司（中国）